# サンティアゴ地下鉄

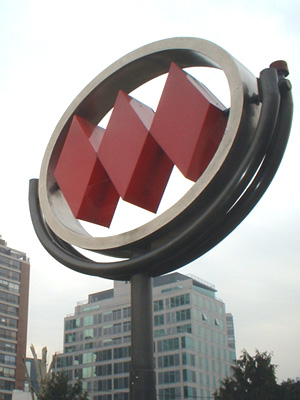
サンティアゴ地下鉄1号線エスクエラ・ミリタール駅 (Escuela Militar)に掲示されているサンティアゴ地下鉄のロゴマーク

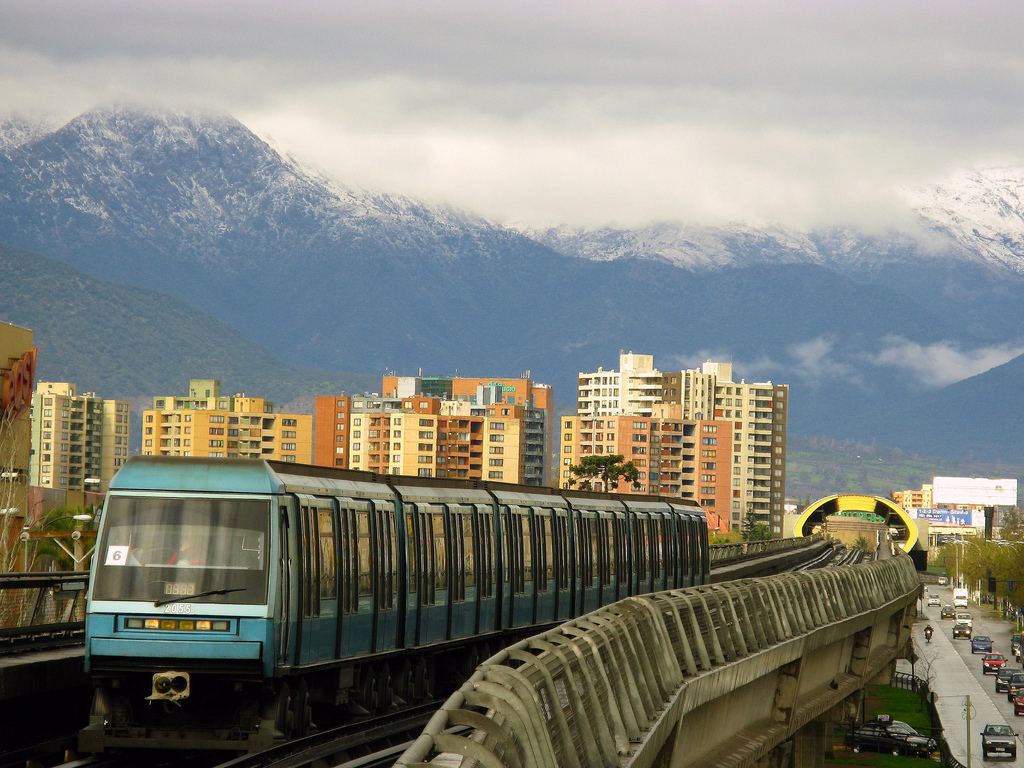
地上区間を走る地下鉄車両

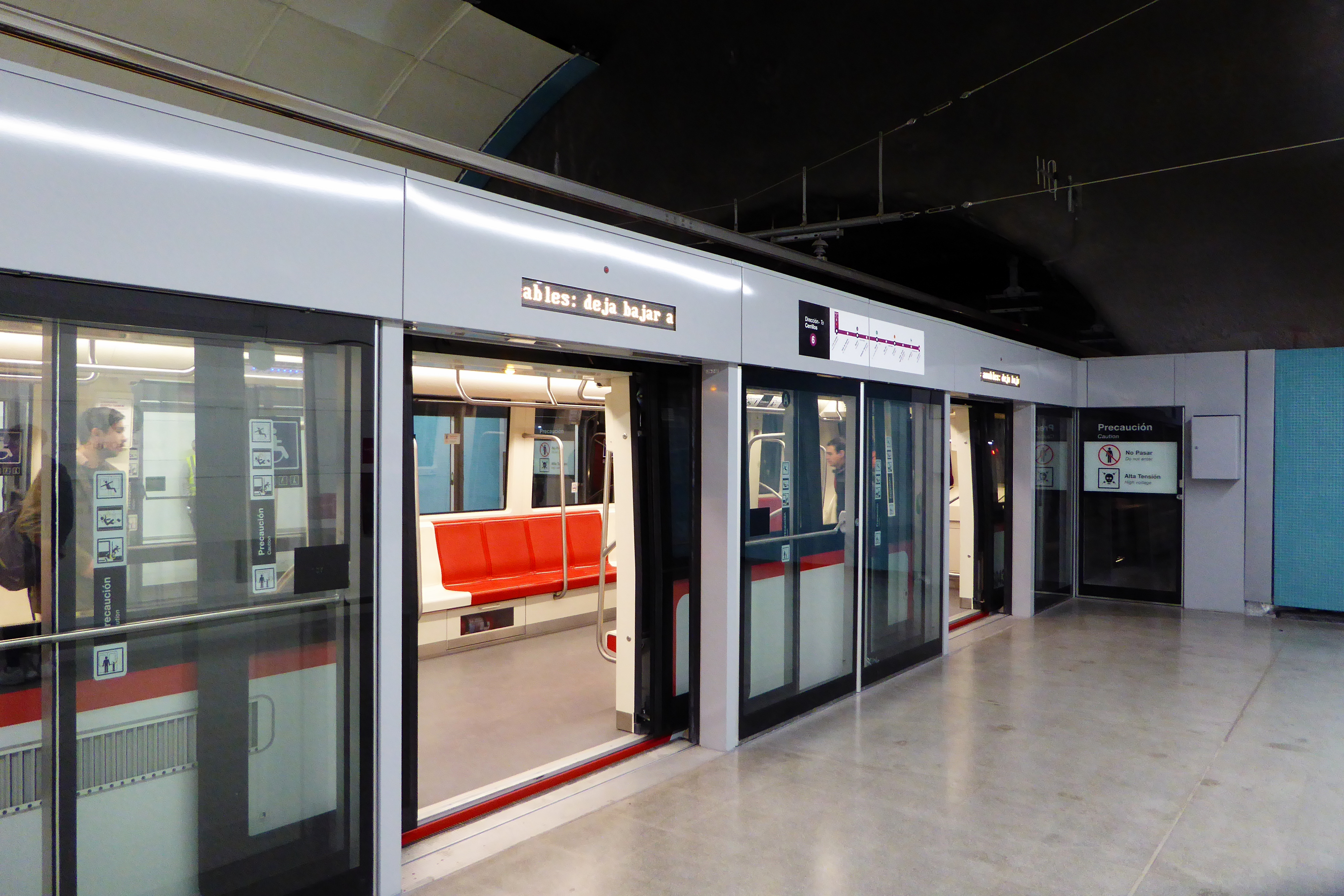
6号線の駅に設置されたホームドア

サンティアゴ地下鉄（サンティアゴちかてつ、スペイン語: Metro de Santiago）は、チリの首都サンティアゴ・デ・チレの地下鉄であり、南アメリカで最も発展した地下鉄網と呼ばれる。建設中の路線を含めると全部で7つの路線、135の駅があり、毎日250万人の利用者がいる。

## 概要
| 路線名 | 開業年 | 距離    | 駅数 | 区間                                  |
| ------ | ------ | ------- | ---- | ------------------------------------- |
| 1号線  | 1975年 | 19.3 km | 22   | San Pablo ↔ Los Dominicos             |
| 2号線  | 1978年 | 19.3 km | 22   | Vespucio Norte ↔ La Cisterna          |
| 3号線  | 2019年 | 21.7 km | 22   | Plaza de Quilicura ↔ Hospital Militar |
| 4号線  | 2005年 | 24.7 km | 23   | Tobalaba ↔ Plaza de Puente Alto       |
| 4A号線 | 2006年 | 7.7 km  | 6    | La Cisterna ↔ Vicuña Mackenna         |
| 5号線  | 1997年 | 29.7 km | 30   | Plaza de Maipú ↔ Vicente Valdés       |
| 6号線  | 2017年 | 15.3 km | 10   | Cerrillos ↔ Los Leones                |
| 7号線  | 建設中 | 24.8 km | 19   | Brasil ↔ Estoril                      |
| 8号線  | 建設中 | 19 km   | 14   | Los Leones ↔ San Carlos               |
| 9号線  | 建設中 | 17 km   | 13   | Santa Lucia ↔ La Pintana              |

1号線、2号線、4号線、4A号線、5号線、6号線が運営中。3号線と7号線は建設中で3号線が2018年開通予定、7号線が2025年開通予定となっている。国営企業であるチリ国鉄傘下のMetro S.A.によって運営されており公営となっている。中南米の地下鉄としてはメキシコシティに継ぐ規模であり、建設スピードの速さでは中南米1位となっており、サンティアゴ市の公共交通機関運営母体であるトランスサンティアゴは大気汚染の改善のために、さらなる地下鉄網の整備に取り組んでおり、サンティアゴ交通計画 2025によると、8号線、9号線、10号線の計画も進んでいる。2号線、4号線、5号線は混雑が激しい朝夕のラッシュ時に停車駅を限定して2種類の種別に分ける急行運転を行っている。

## 歴史

### 地下鉄の建設計画
サンティアゴ地下鉄は、700万の住民が住む都市で営業している。1975年の開業以来、地下鉄はサンティアゴを大きく変えてきており、チリの中でも重要な建設プロジェクトに位置づけられている。サンティアゴ地下鉄の路線の中には、ゴムタイヤ式を採用したものがある。
サンティアゴの人口は、1920年には507,296人、1940年には1,073,699人、そして現在の約700万人と急速に成長してきたことが、地下鉄網を建設する計画の大きな要因となった。最初の建設計画は1944年に出されたが、1968年になるまで実行に移されなかった。当初の計画では以下の5路線を整備することになっていた。
- 1号線 - ラス・レハス (Ras Rejas) - エスクエラ・ミリタール (Escuela Militar) 間、アラメダ (Alameda)、プロビデンシア通り (Providencia Avenue)、アポキンド (Apoquindo) 経由
- 2号線 - コンチャリ (Conchalí) - サン・ミゲル (San Miguel) 間、ビバセータ (Vivaceta)、パンアメリカン・ハイウェー (Panamerican Highway)、グラン・アベニーダ (Gran Avenida) 経由
- 3号線 - マポーチョ (Mapocho) - ニュニョア (Ñuñoa) 間、アウマダ (Ahumada)、マッタ通り (the avenues Matta)、イララサバル (Irarrázaval) 経由
- 4号線 - エスタション・セントラル（アラメダ） (Estacion Central (Alameda)) - サン・ベルナルド (San Bernardo) 間、南への鉄道沿い
- 5号線 - ロス・セリージョス (Los Cerrillos) - ニュニョア (Ñuñoa) 間、ベルトウェイ鉄道経由

### 建設の進展
1975年9月15日、アウグスト・ピノチェト大統領がサンティアゴ地下鉄の最初の区間、1号線のサン・パブロ (San Pablo) - ラ・モネダ (La Moneda) 間の落成式を行った。2号線は1978年にロス・エロエス (Los Héroes) - ロ・オバージェ (Lo Ovalle) 間が開業し、また1号線はエスクエラ・ミリタール (Escuela Militar) まで1980年に延伸された。2号線は北へ延伸され、1782年に建設され1880年に破壊されたカル・イ・カント橋 (Cal y Canto)の遺跡を発見した。ロス・エロエスとプエンテ・カル・イ・カント (Puente Cal y Canto)（かつてのマポーチョ駅 (Mapocho)）の間は1987年に開業した。
サンティアゴは1968年以来変化してきており、地下鉄の建設計画も変更する必要があった。ラ・フロリダ (La Florida) が都市内で最も人口の多い地帯となり、地下鉄もそこへ建設する必要があった。5号線がバケダノ (Baquedano)  からビクーニャ・マケナ通り (Vicuña Mackenna Avenue) に沿って南へ建設され、1997年に開業した。5号線は2000年になって西へ延伸され、古くからの市街中心であるプラサ・デ・アルマス駅 (Plaza de Armas) に到達し、2004年には2号線の南北への延伸と5号線の西への延伸が開業した。
2002年には、プエンテ・アルト (Puente Alto) と都市南東部のレッ・デ・メトロ (Red de Metro) を結ぶ4号線と4A号線の建設が始まった。
2005年の末、リカルド・ラゴス大統領は、政府が5号線のさらなる延伸計画を考え始めたことを述べた。それによれば、サンティアゴ・デ・チレの中心から遠く離れた自治体であるマイプ (Maipú) まで到達することになっている。
現在、サンティアゴ地下鉄には6つの路線、118kmの全長に118の駅と12つの乗換駅、ロス・ヘロエス (Los Héroes)、バケダーノ (Baquedano)、サンタ・アナ (Santa Ana)、トバラーバ (Tobalaba)、ビセンテ・バルデス (Vicente Valdés)、ビクーニャ・マケナ (Vicuña Mackenna)、ラ・システルナ (La Cisterna)、サン・パブロ (San Pablo)、ロス・レオネス (Los Leones)、ニュニョア (Ñuñoa) 、ニュブレ (Ñuble) 、フランクリン (Franklin)がある。2009年には6号線の建設が開始され、2017年に12駅、15.3kmが開通した。さらに、2号線の5km、4駅の延伸区間と3号線の21.7 km、22駅も2018年から2020年にかけて完成予定で、2017年には2025年開業目指して7号線（24.8km、21駅）の建設も開始された。これらの建設中の区間がすべて完成するとサンティアゴ地下鉄は総延長169.5km、157駅の地下鉄網となる予定である。
| 路線 | 路線 | 延長    | 駅数 | 開業日         | 路線の形式 |
| ---- | --- | ------- | ---- | -------------- | ---------- |
|      | サン・パブロ (San Pablo) - ラ・モネーダ (La Moneda)                                                            | 8.2 km  | 12   | 1975年9月15日  | 地平/地下  |
|      | ラ・モネーダ (La Moneda) - サルバドル (Salvador)                                                               | 3.2 km  | 5    | 1977年3月31日  | 地下       |
|      | ロス・エロエス (Los Héroes) - フランクリン (Franklin)                                                          | 4.9 km  | 4    | 1978年3月31日  | 地平       |
|      | フランクリン (Franklin) - ロ・オバージェ (Lo Ovalle)                                                           | 4.8 km  | 6    | 1978年12月21日 | 地下       |
|      | サルバドール (Salvador) - エスクエラ・ミリタール (Escuela Militar)                                             | 4.5 km  | 6    | 1980年8月22日  | 地下       |
|      | ロス・エロエス (Los Héroes) - プエンテ・カル・イ・カント (Puente Cal y Canto)                                  | 1.7 km  | 2    | 1987年9月15日  | 地平       |
|      | バケダーノ (Baquedano) - ベジャビスタ・デ・ラ・フロリダ (Bellavista de La Florida)                             | 10.3 km | 11   | 1997年4月4日   | 地下/高架  |
|      | バケダーノ (Baquedano) - サンタ・アナ (Santa Ana)                                                              | 2.7 km  | 2    | 2000年3月4日   | 地下       |
|      | サンタ・アナ (Santa Ana) - キンタ・ノルマル (Quinta Normal)                                                    | 1.9 km  | 2    | 2004年3月31日  | 地下       |
|      | プエンテ・カル・イ・カント (Puente Cal y Canto) - セロ・ブランコ (Cerro Blanco)                                | 1.6 km  | 2    | 2004年9月8日   | 地下       |
|      | ロ・オバージェ (Lo Ovalle) - ラ・システルナ (La Cisterna)                                                      | 2.1 km  | 2    | 2004年12月22日 | 地下       |
|      | セロ・ブランコ (Cerro Blanco) - エインステイン (Einstein、アインシュタイン)                                    | 1.9 km  | 2    | 2005年11月25日 | 地下       |
|      | ベジャビスタ・デ・ラ・フロリダ (Bellavista de La Florida) - ビセンテ・バルデス (Vicente Valdés)                | 0.6 km  | 1    | 2005年11月30日 | 地下       |
|      | ビセンテ・バルデス (Vicente Valdés) - プラサ・デ・プエンテ・アルト (Plaza de Puente Alto)                      | 10.9 km | 9    | 2005年11月30日 | 地下/高架  |
|      | トバラーバ (Tobalaba) - グレシア (Grecia)                                                                      | 7.7 km  | 7    | 2005年11月30日 | 地下       |
|      | グレシア (Grecia、ギリシャ) - ビセンテ・バルデス (Vicente Valdés)                                              | 6.1 km  | 5    | 2006年3月2日   | 地平       |
|      | ビクーニャ・マケナ (Vicuña Mackenna) - ラ・システルナ (La Cisterna)                                            | 7.7 km  | 6    | 2006年8月16日  | 地平       |
|      | エインステイン (Einstein) - ベスプシオ・ノルテ (Vespucio Norte)                                                | 2.4 km  | 3    | 2006年12月21日 | 地下       |
|      | サン・ホセ・デ・ラ・エストレージャ (San José de la Estrella)                                                   | 0 km    | 1    | 2009年11月5日  | 高架       |
|      | エスクエラ・ミリタール (Escuela Militar) - ロス・ドミニコス (Los Domínicos)                                    | 4 km    | 3    | 2010年1月7日   | 地下       |
|      | キンタ・ノルマル (Quinta Normal) - プダウエル (Pudahuel)                                                       | 7 km    | 5    | 2010年1月12日  | 地下       |
|      | プダウエル (Pudahuel) - プラサ・デ・マイプ (Plaza de Maipú)                                                    | 7 km    | 7    | 2011年2月3日   | 地下/高架  |
|      | セルリョス (Cerrillos) - ロス・レオネス (Los Leones)                                                           | 15.3 km | 10   | 2017年11月2日  | 地下       |
|      | ロス・リベルタドーレス (Los Libertadores) - フェルナンド・カスティージョ・ベラスコ (Fernando Castillo Velasco) | 21.7 km | 22   | 2019年1月22日  | 地下       |
|      | プラサ・デ・キリキュラ (Plaza de Quilicura) - ロス・リベルタドーレス - (Los Libertadores)                      | 3,8 km  | 3    | 2022年予定     | 地下       |
|      | ラ・システルナ (La Cisterna) - オスピタル・エル・ピノ (Hospital El Pino)                                       | 5 km    | 4    | 2022年予定     | 地下       |
|      | イジドラ・ゴエネチェア (Isidora Goynechea)                                                                     | 1.4 km  | 1    | 2026年予定     | 地下       |
|      | ブラジル (Brasil) - エストリル (Estoril)                                                                       | 24.8 km | 19   | 2026年予定     | 地下       |
|      | ロス・レオーネス (Los Leones) - サン・カルロス (San Carlos)                                                    | 19 km   | 14   | 2026年予定     | 地下       |
|      | サンタ・ルチア (Santa Lucía) - ラ・ピンタナ (La Pintana)                                                       | 17 km   | 13   | 2026年予定     | 地下       |
|      | プラサ・デ・プエンテアルト (Plaza de Punete Alto) - バホス・デ・メナ (Bajos de Mena)                           | 4,2 km  | 3    | 2026年予定     | 高架       |
|      | フェルナンド・カスティージョ・ベラスコ (Fernando Castillo Velasco) - オスピタル・ミリタール(Hospital Militar)  | 1,7 km  | 1    | 2033年予定     | 地下       |
|      | イジドラ・ゴエネチェア (Isidora Goynechea) - トバラーバ (Tobalaba)                                             | 1,5 km  | 1    | 2033年予定     | 高架       |
|      | イジドラ・ゴエネチェア (Isidora Goynechea) - ロス・レオーネス (Los Leones)                                     | 1.6 km  | 1    | 2033年予定     | 高架       |

### 議論

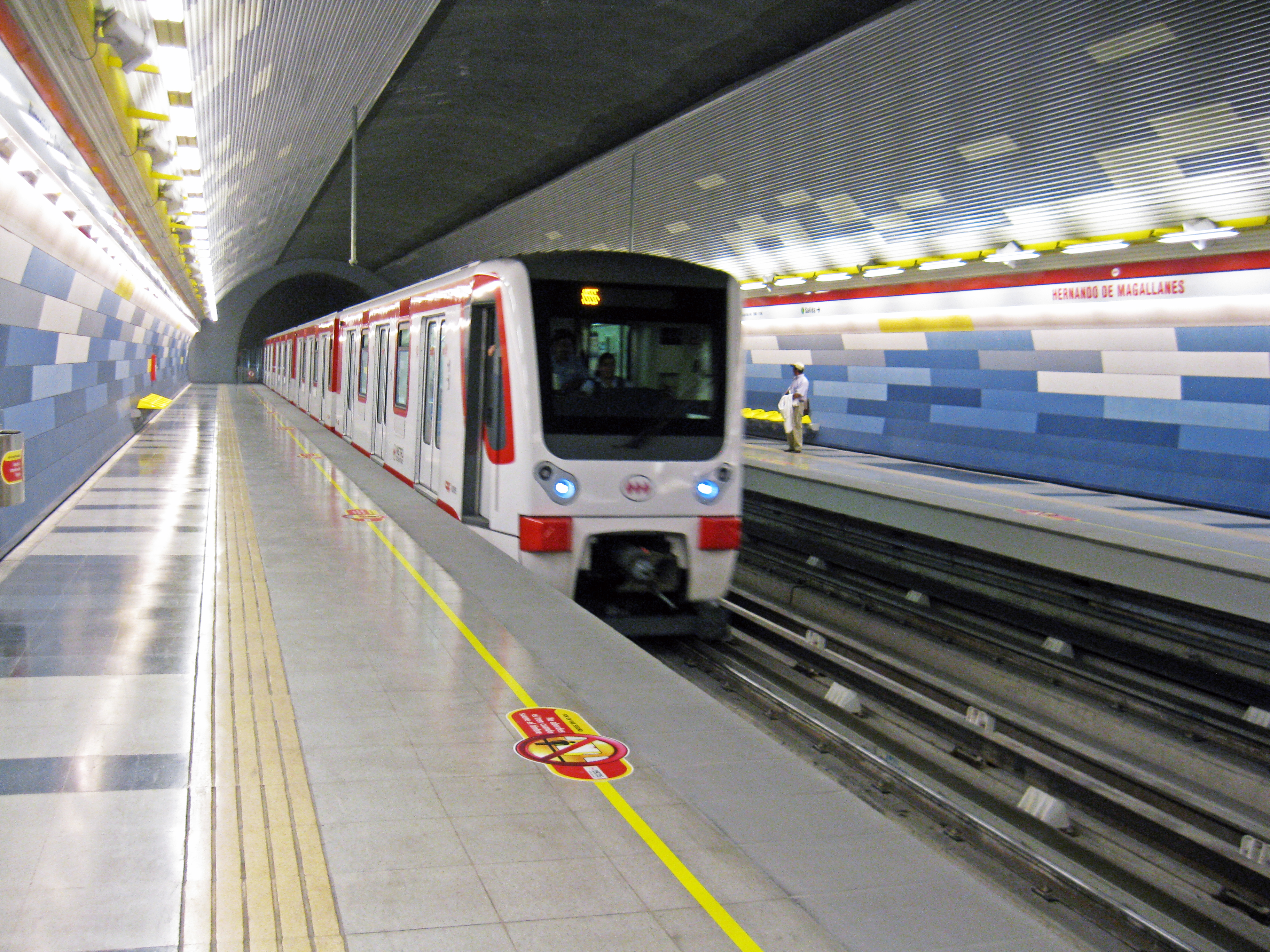
CAFの:es:NS-2007車両

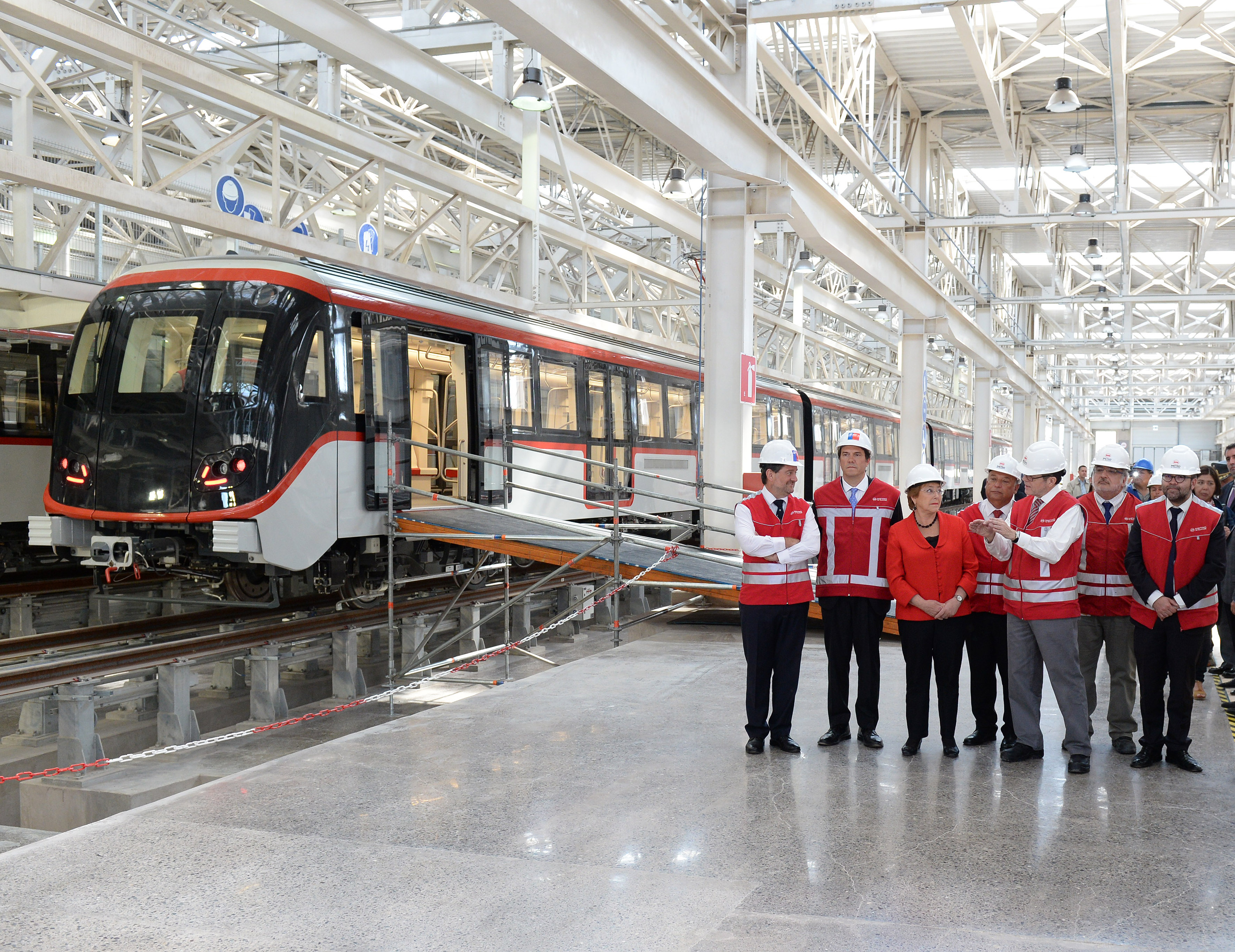
CAFの:es:AS-2014車両

2007年にサンティアゴ・デ・チレ都市圏のバス網全体がトランサンティアゴ (Transantiago) に移管された時点で、サンティアゴの公共交通網は仕事に行けなくなった通勤者からの集団訴訟など多くの問題に巻き込まれた。交通計画の担当者は、新しい地下鉄の路線計画を多くのバス路線に見直し、また既存の多くの民営バス会社によるバス路線網を再編成して統一した運賃システムを導入したが、新しいバス路線網の設定が不適切であったことや投入されたバス台数が少なすぎたことなどにより大きな混乱を引き起こした。この結果、混乱しているバスより速くて時間に正確であるとされた地下鉄の電車は非常に混雑することになった。新しい運賃支払い用カードが導入されたが、こうした問題が解決されるまでバスの運賃を猶予しなければならなくなった。バス網の運営を請け負う民営事業者は倒産の危機が迫っていると警告している。

### 運賃の値上げと暴動
2019年10月に行われた運賃の値上げは、学生らの不満を大規模な抗議行動に結び付ける契機となりチリ暴動へ発展した。同年10月18日に発生したデモ参加者と機動隊の衝突した際には、多数の駅舎や施設、車両が火炎瓶などで襲撃、放火され、運行停止を余儀なくされた。

## 駅
太字で示されている駅は乗換駅、斜体'で示されている駅、3号線と7号線は全線が建設中である。路線名のところに示されている方角は、駅一覧がどちら側から順に書かれているかを示している。
| 1号線 西から東へ | 2号線 北から南へ | 3号線 北西から東へ | 4号線 北から南へ | 4A号線 西から東へ | 5号線 西から南東へ | 6号線 西から南東へ | 7号線 西から東へ |
| - サン・パブロ (San Pablo) - ネプトゥーノ (Neptuno) - パハリートス (Pajaritos) - ラス・レハス (Las Rejas) - エクアドール (Ecuador) - サン・アルベルト・ウルタード (San Alberto Hurtado) - ウニベルシダ・デ・サンティアゴ (Universidad de Santiago) - エスタション・セントラル (Estación Central) - ウニオン・ラティノアメリカーナ (Unión Latinoamericana) - レプブリカ (República) - ロス・エロエス (Los Héroes) - ラ・モネーダ (La Moneda) - ウニベルジダ・デ・チレ (Universidad de Chile) - サンタ・ルシーア (Santa Lucía) - ウニベルジダ・カトリカ (Universidad Católica) - バケダーノ (Baquedano) - サルバドール (Salvador) - マヌエル・モント (Manuel Montt) - ペドロ・デ・バルディビア (Pedro de Valdivia) - ロス・レオネス (Los Leones) - トバラーバ (Tobalaba) - エル・ゴルフ (El Golf) - アルカンタラ (Alcántara) - エスクエラ・ミリタール (Escuela Militar) - マンケウエ (Manquehue) - エルナンド・デ・マガジャーネス (Hernando de Magallanes) - ロス・ドミニコス (Los Domínicos) | - ベスプシオ・ノルテ (Vespucio Norte) - サパドーレス (Zapadores) - ドルサル (Dorsal) - エインステイン (Einstein) - セメンテリオス (Cementerios) - セロ・ブランコ (Cerro Blanco) - パトロナート (Patronato) - プエンテ・カル・イ・カント (Puente Cal y Canto) - サンタ・アナ (Santa Ana) - ロス・エロエス (Los Héroes) - トエスカ (Toesca) - パルケ・オヒギンス (Parque O'Higgins) - ロンディソニ (Rondizzoni) - フランクリン (Franklin) - エル・ジャーノ (El Llano) - サン・ミゲル (San Miguel) - ロ・ビアル (Lo Vial) - デパルタメンタル (Departamental) - シウダ・デル・ニーニョ (Ciudad del Niño) - ロ・オバージェ (Lo Ovalle) - エル・パロン (El Parrón) - ラ・システルナ (La Cisterna) - 森 (El Bosque) - オブセルバトリオ (Observatorio) - ローマルティネスカップ (Copa Lo Martínez) - パイン (El Pino) | - プラサ・デ・キリクラ (Plaza de Quilicura) - ロークルザット (Lo Cruzat) - 鉄道 (Ferrocarril) - ロスリベルタドレス (Los Libertadores) - カルデナル・カロ (Cardenal Caro) - ビバセタ (Vivaceta) - コンチャリ (Conchalí) - プラサ・チャカブコ (Plaza Chacabuco) - オスピタレス (Hospitales) - プエンテ・カル・イ・カント (Puente Cal y Canto) - プラザ・デ・アルマス (Plaza de Armas) - ウニベルジダ・デ・チレ (Universidad de Chile) - パルケ・アルマグロ (Parque Almagro) - マッタ (Matta) - イララサバル (Irarrázaval) - モンセニョール・エブザキィレ (Monseñor Eyzaguirre) - ニュニョア (Ñuñoa) - チレ・エスパーニャ (Chile-España) - ヴィラフライ (Villa Frei) - プラザ・エガーニャ (Plaza Egaña) - フェルナンドカスティージョベラスコ (Fernando Castillo Velasco) | - トバラーバ (Tobalaba) - クリストーバル・コロン (Cristóbal Colón) - フランシスコ・ビルバオ (Francisco Bilbao) - プリンシペ・デ・ガレス (Príncipe de Gales、プリンス・オブ・ウェールズ) - シモン・ボリーバル (Simón Bolívar) - プラザ・エガーニャ (Plaza Egaña) - ロス・オリエンターレス (Los Orientales) - グレシア (Grecia) - ロス・プレシデンテス (Los Presidentes) - キリン (Quilín) - ラス・トーレス (Las Torres) - マクル (Macul) - ビクーニャ・マケナ (Vicuña Mackenna) - ビセンテ・バルデス (Vicente Valdés) - ロハス・マガジャーネス (Rojas Magallanes) - トリニダ (Trinidad) - サン・ホセ・デ・ラ・エストレージャ (San José de la Estrella) - ロス・キジャージェス (Los Quillayes) - エリサ・コレア (Elisa Correa) - オスピタル・ソテロ・デル・リーオ (Hospital Sótero del Río) - プロテクトラ・デ・ラ・インファンシア (Protectora de la Infancia) - ラス・メルセデス (Las Mercedes) - プラザ・デ・プエンテ・アルト (Plaza de Puente Alto) | - ラ・システルナ (La Cisterna) - サン・ラモン (San Ramón) - サンタ・ロサ (Santa Rosa) - ラ・グランハ (La Granja) - サンタ・フリア (Santa Julia) - ビクーニャ・マケナ (Vicuña Mackenna) | - プラザ・デ・マイプ (Plaza de Maipú) - サンティアゴ・ブエラス (Santiago Bueras) - デル・ソル (Del Sol) - モンテ・タボール (Monte Tabor) - ラス・パルセーラス (Las Parcelas) - ラグナ・スール (Laguna Sur) - バランカス (Barrancas) - プダウエル (Pudahuel) - サン・パブロ (San Pablo) - ロ・プラード (Lo Prado) - ブランケアード (Blanqueado) - グルタ・デ・ルルデス (Gruta de Lourdes、ルルドの洞窟) - キンタ・ノルマル (Quinta Normal) - カミング (Cumming) - サンタ・アナ (Santa Ana) - プラザ・デ・アルマス (Plaza de Armas) - ベジャス・アルテス (Bellas Artes) - バケダーノ (Baquedano) - パルケ・ブスタメンテ (Parque Bustamante) - サンタ・イサベル (Santa Isabel) - イララサバル (Irarrázaval) - ニュブレ (Ñuble) - ロドリーゴ・デ・アラヤ (Rodrigo de Araya) - カルロス・バルドビーノス (Carlos Valdovinos) - カミーノ・アグリコラ (Camino Agrícola、農道) - サン・ホアキン (San Joaquín) - ペドレーロ (Pedrero) - ミラドール (Mirador、展望台) - ベジャビスタ・デ ・ラ・フロリダ (Bellavista de La Florida) - ビセンテ・バルデス (Vicente Valdés) | - イシドラ・ゴベネチェバ (Isidora Goyenechea) - ロス・レオネス (Los Leones) - イネス・デ・サレレス (Inés de Suárez) - ニュニョア (Ñuñoa) - エスタディオ・ナシオナル (Estadio Nacional) - ニュブレ (Ñuble) - ビオビオ (Bío-Bío) - フランクリン (Franklin) - プレシデンテ・ペドロ・アギレ・ゼルダ(Presidente Pedro Aguirre Cerda) - ロ・ヴァジェドール (Lo Valledor) - セリージォス (Cerrillos) | - ブラジル (Brasil) - インファンテ (Infante) - サルバドール・グティエレス (Salvador Gutiérrez) - ウエレン (Huelén) - セロ・ナビア (Cerro Navia) - ラダル (Radal) - ウォルケル・マルティネス (Walker Martínez) - マツカーナ (Matucana) - マポチョ (Mapocho) - プエンテ・カル・イ・カント (Puente Cal y Canto) - バケダーノ (Baquedano) - ペドロ・デ・バルディビア (Pedro de Valdivia) - イシドラ・ゴベネチェバ (Isidora Goyenechea) - ヴィタクラ (Vitacura) - ヴェスプシオ (Vespucio) - アラウカノパーク (Parque Araucano) - ヘロニモ・デ・アルデレテ (Gerónimo de Alderete) - パドレ・ウルタード (Padre Hurtado) - エストリル (Estoril) |

## ギャラリー

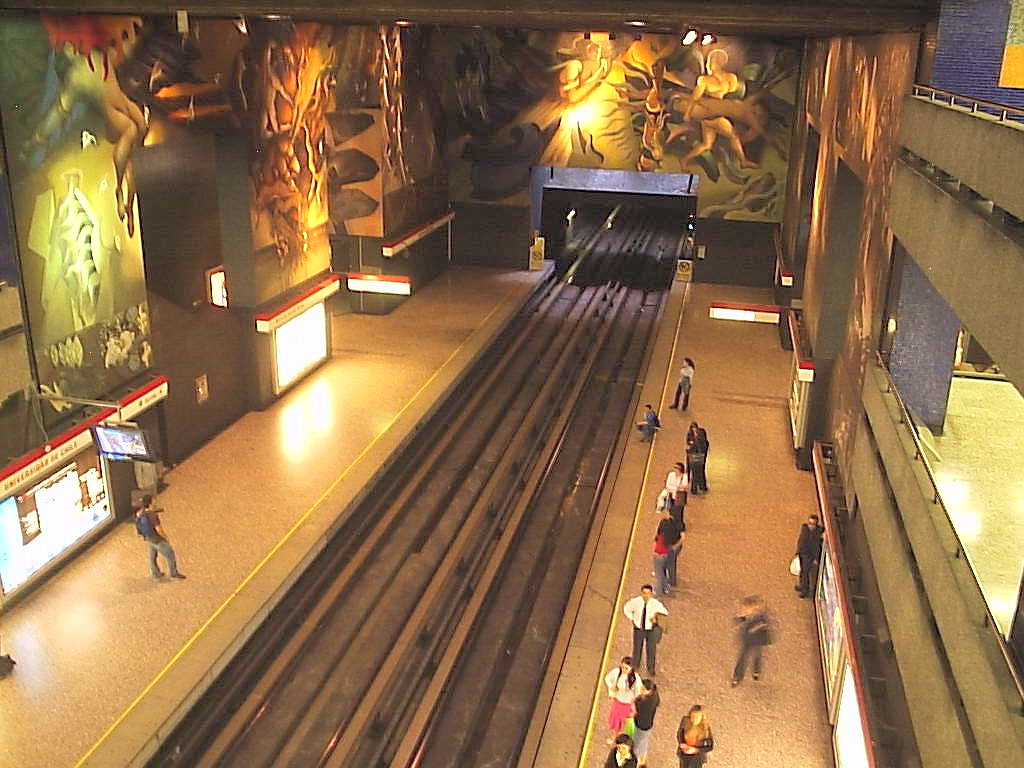
ウニベルシダ・デ・チレ駅
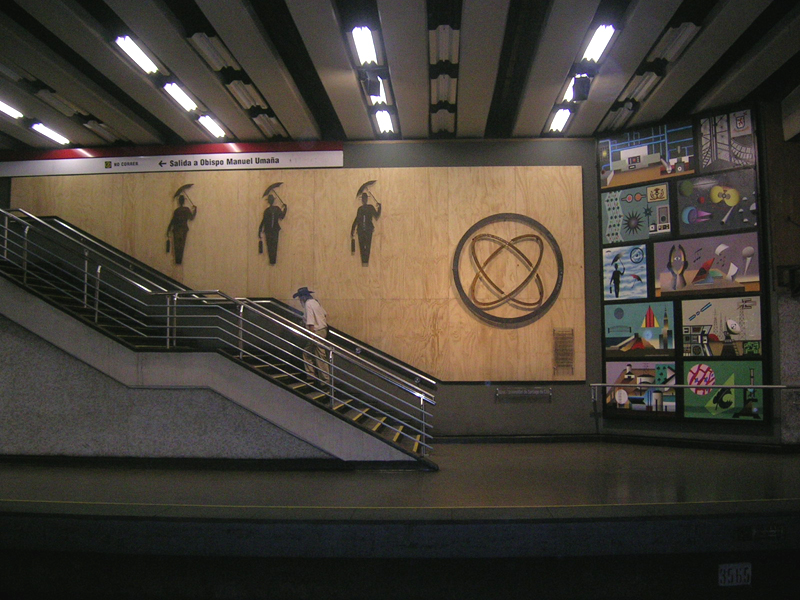
ウニベルシダ・デ・サンティアゴ 駅
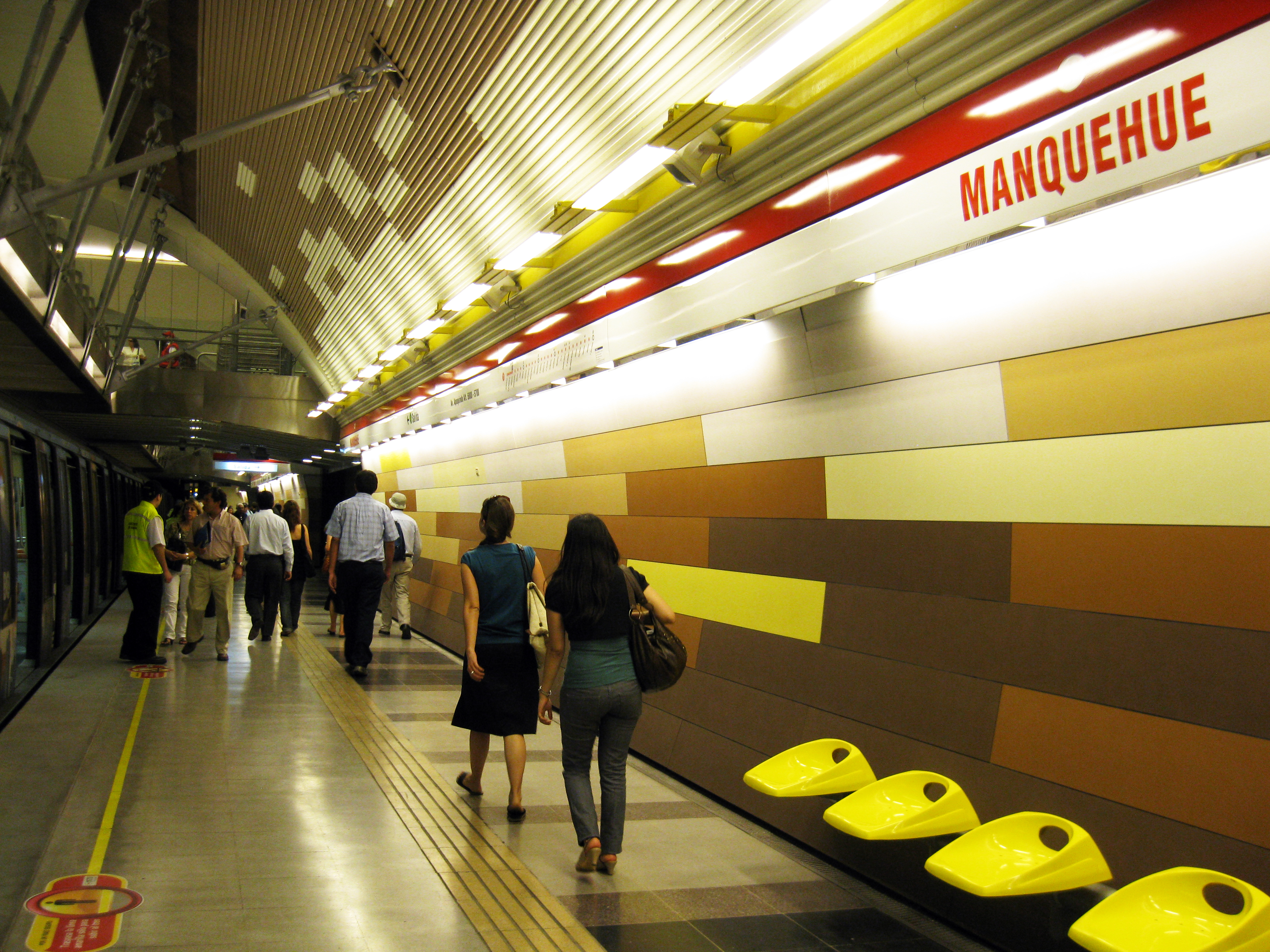
マンケウエ 駅
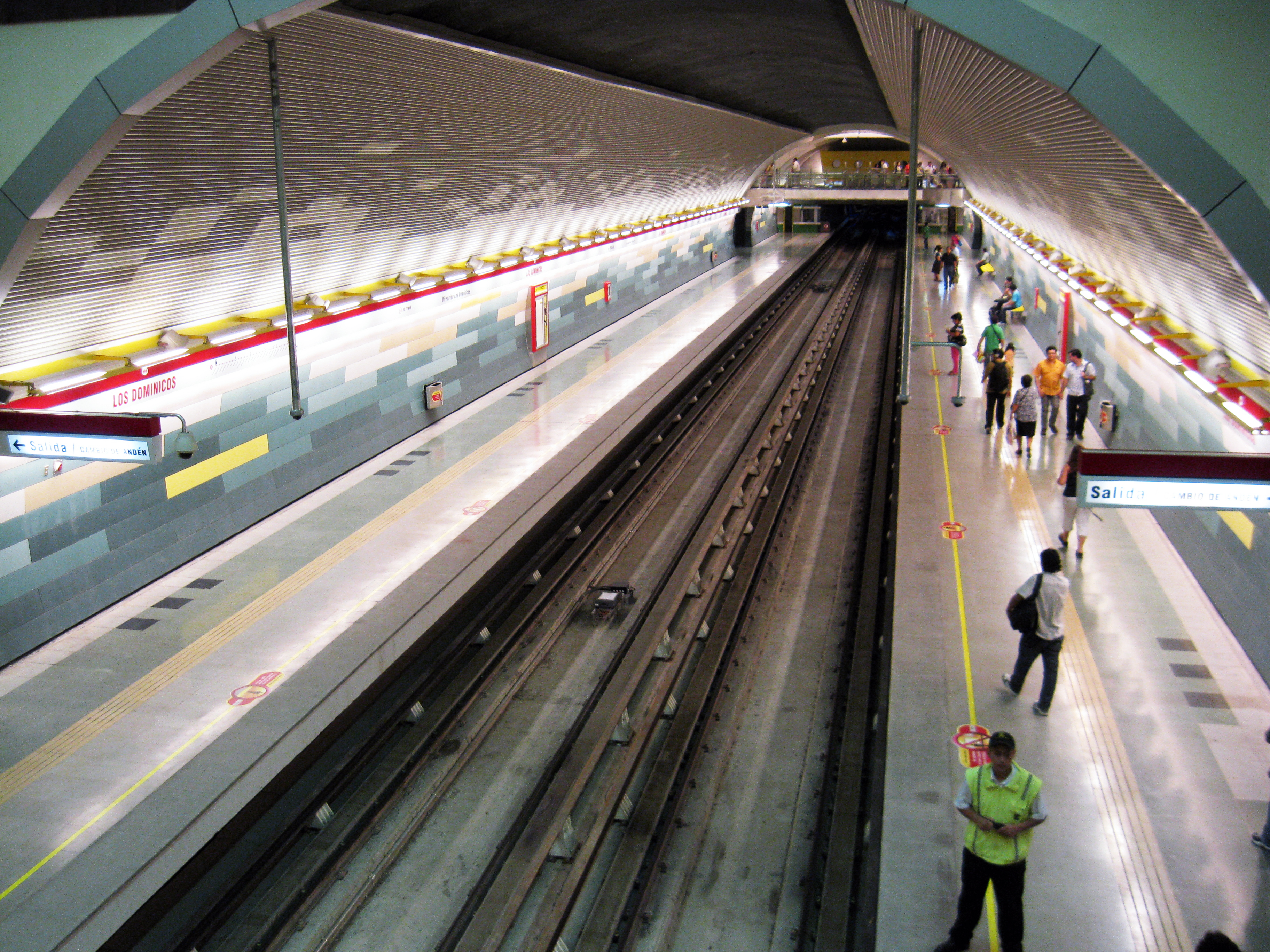
ロス・ドミニコス 駅
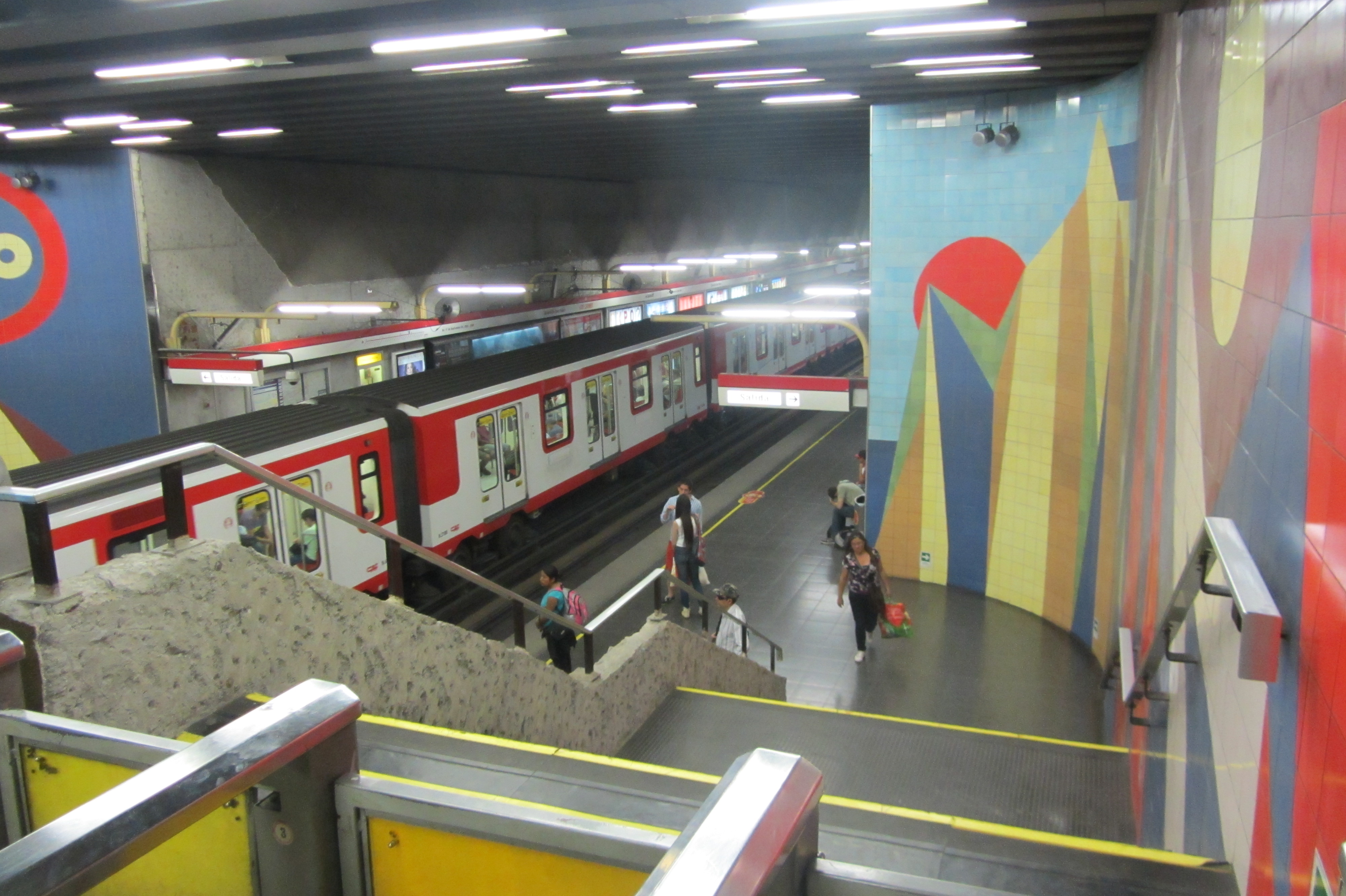
ロス・レオネス駅
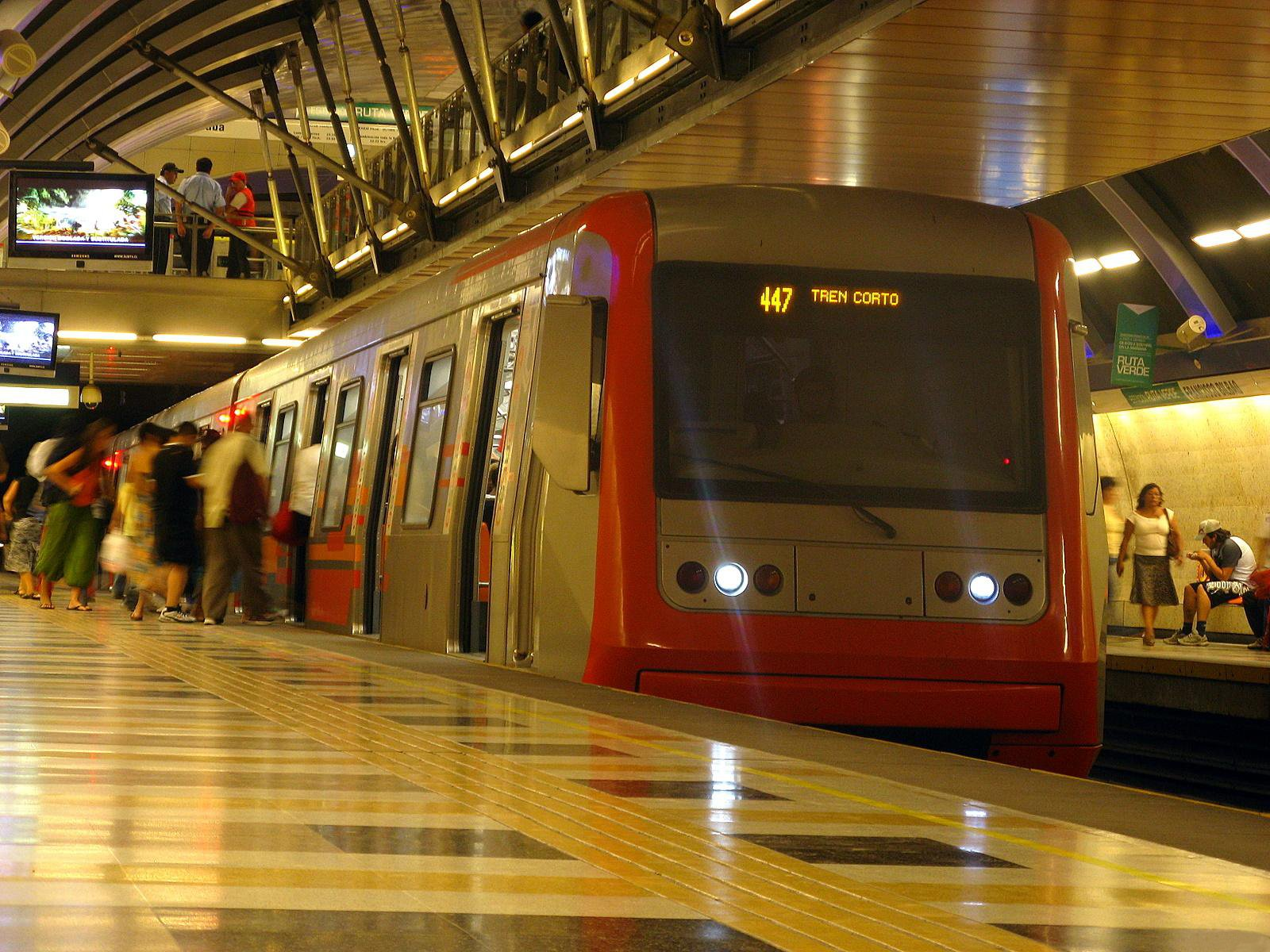
フランシスコ・ビルバオ 駅
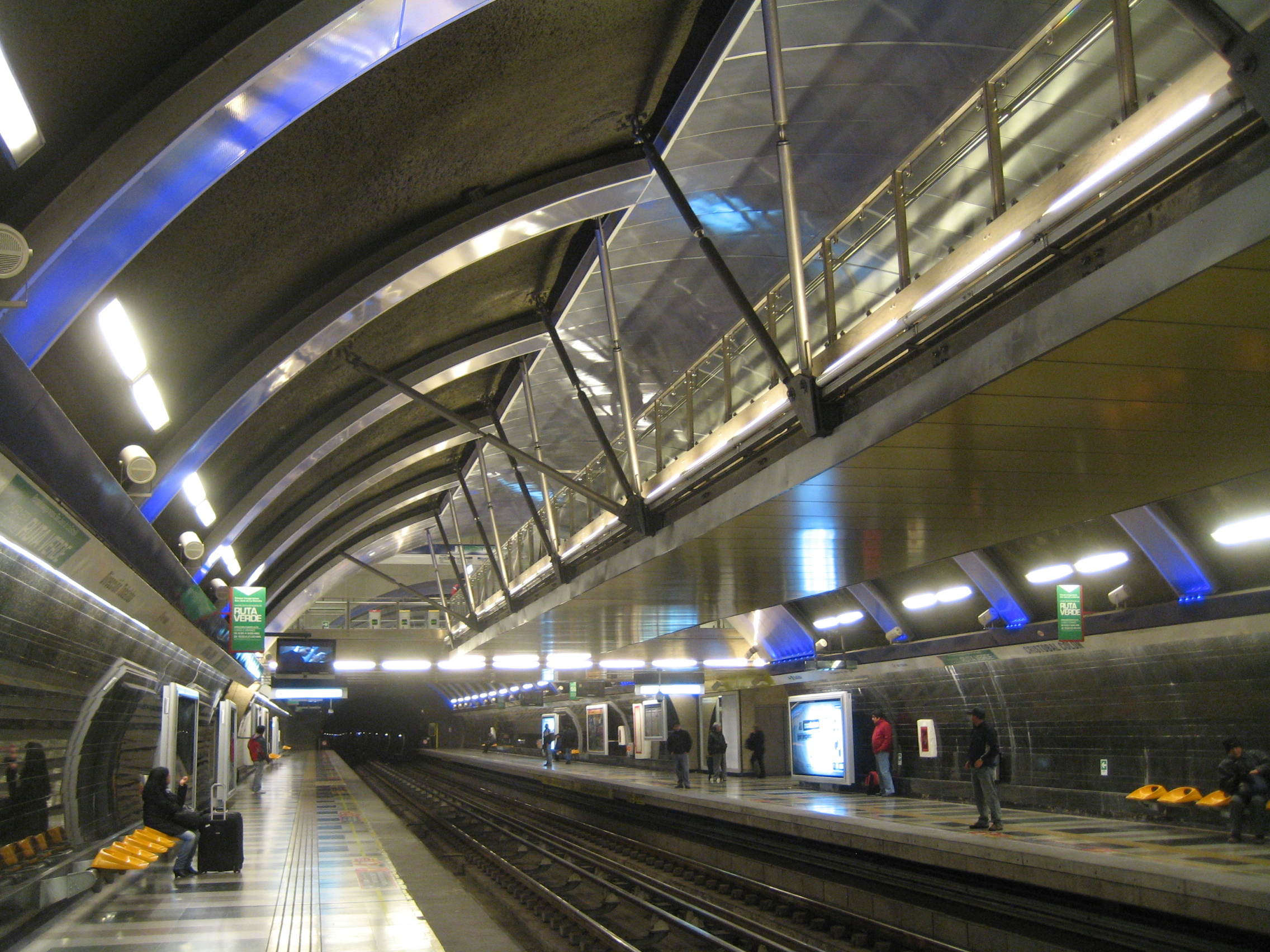
クリストーバル・コロン駅
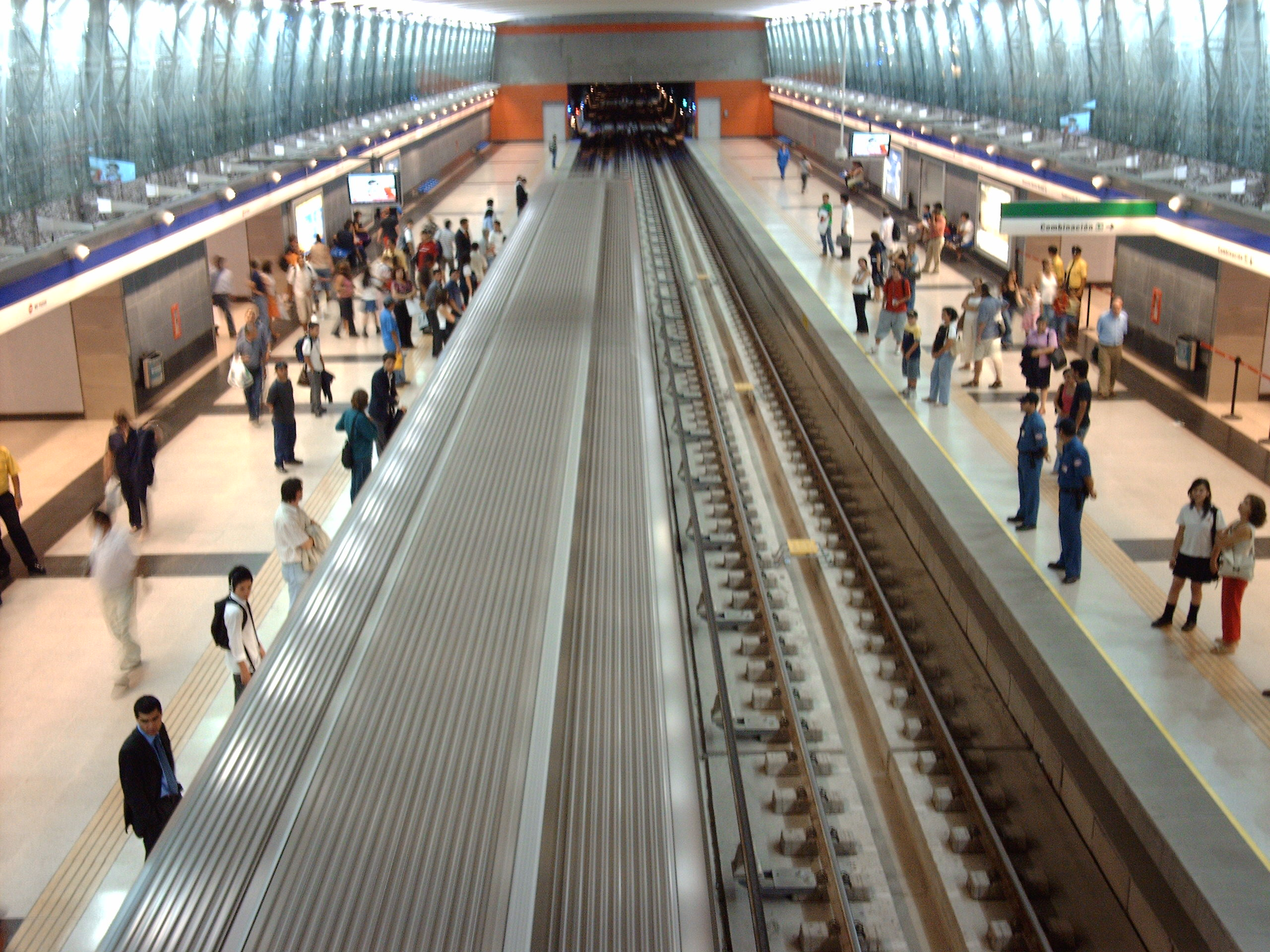
ビセンテ・バルデス駅
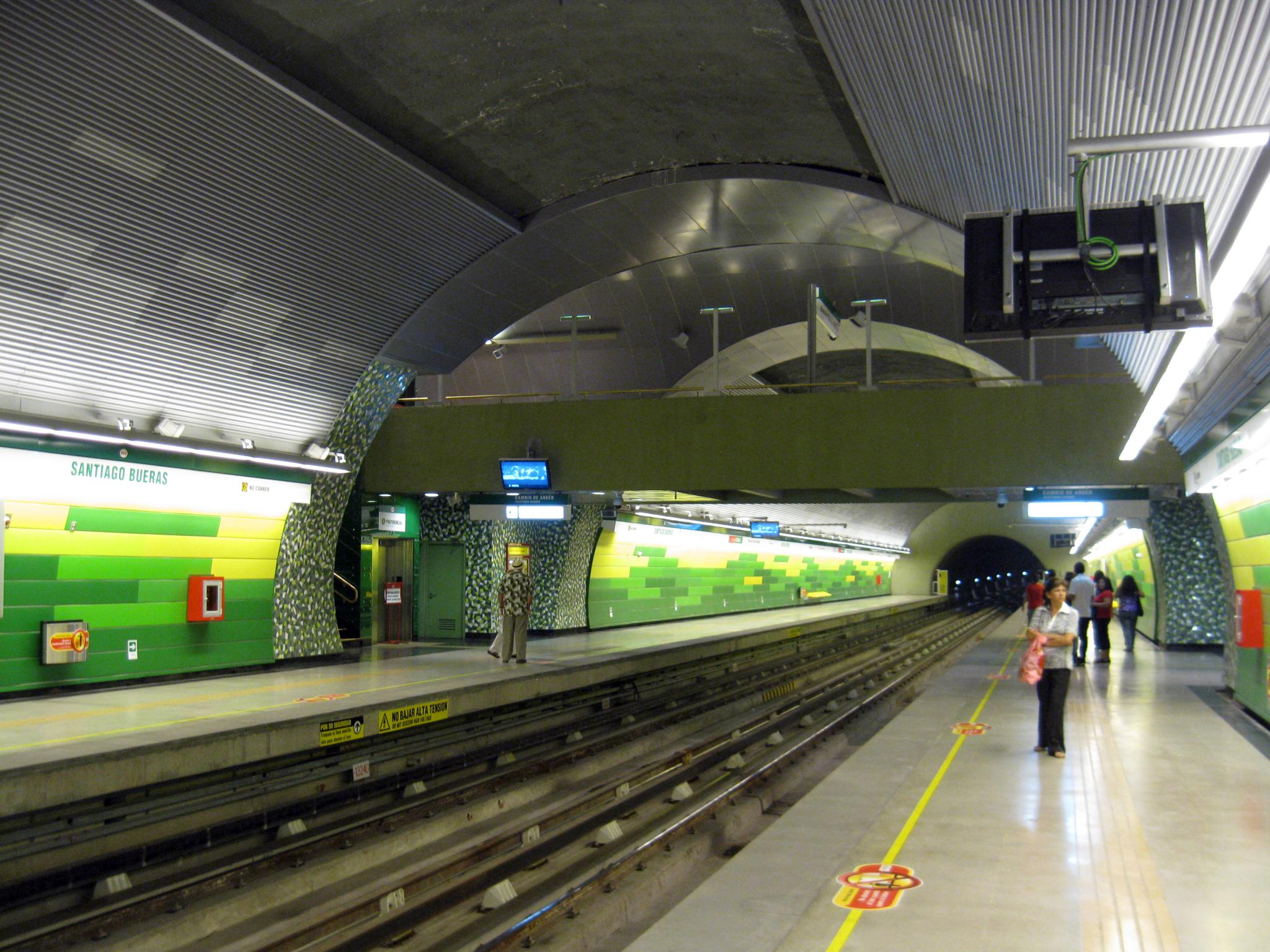
サンティアゴ・ブエラス駅
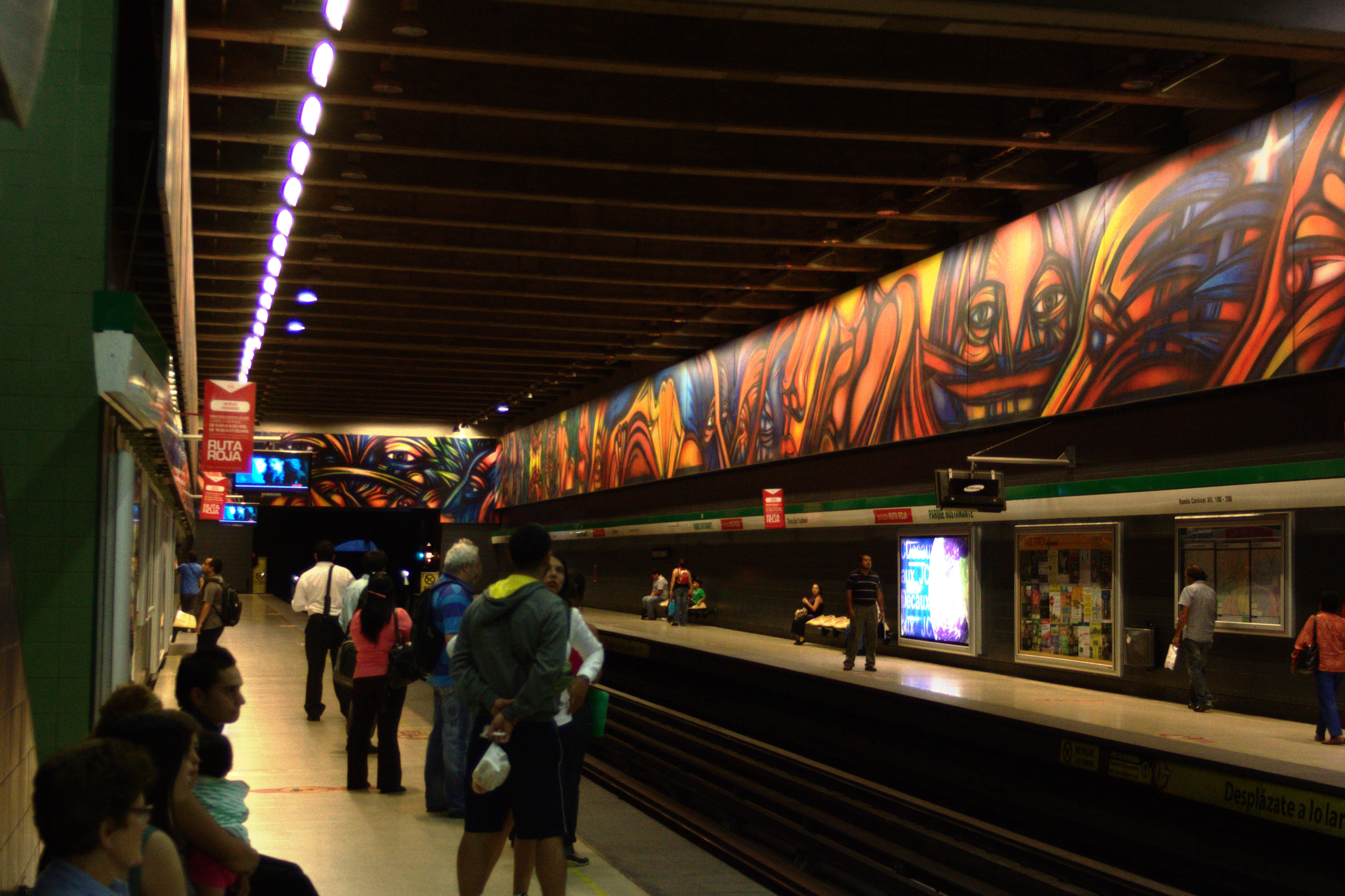
パルケ・ブスタメンテ駅
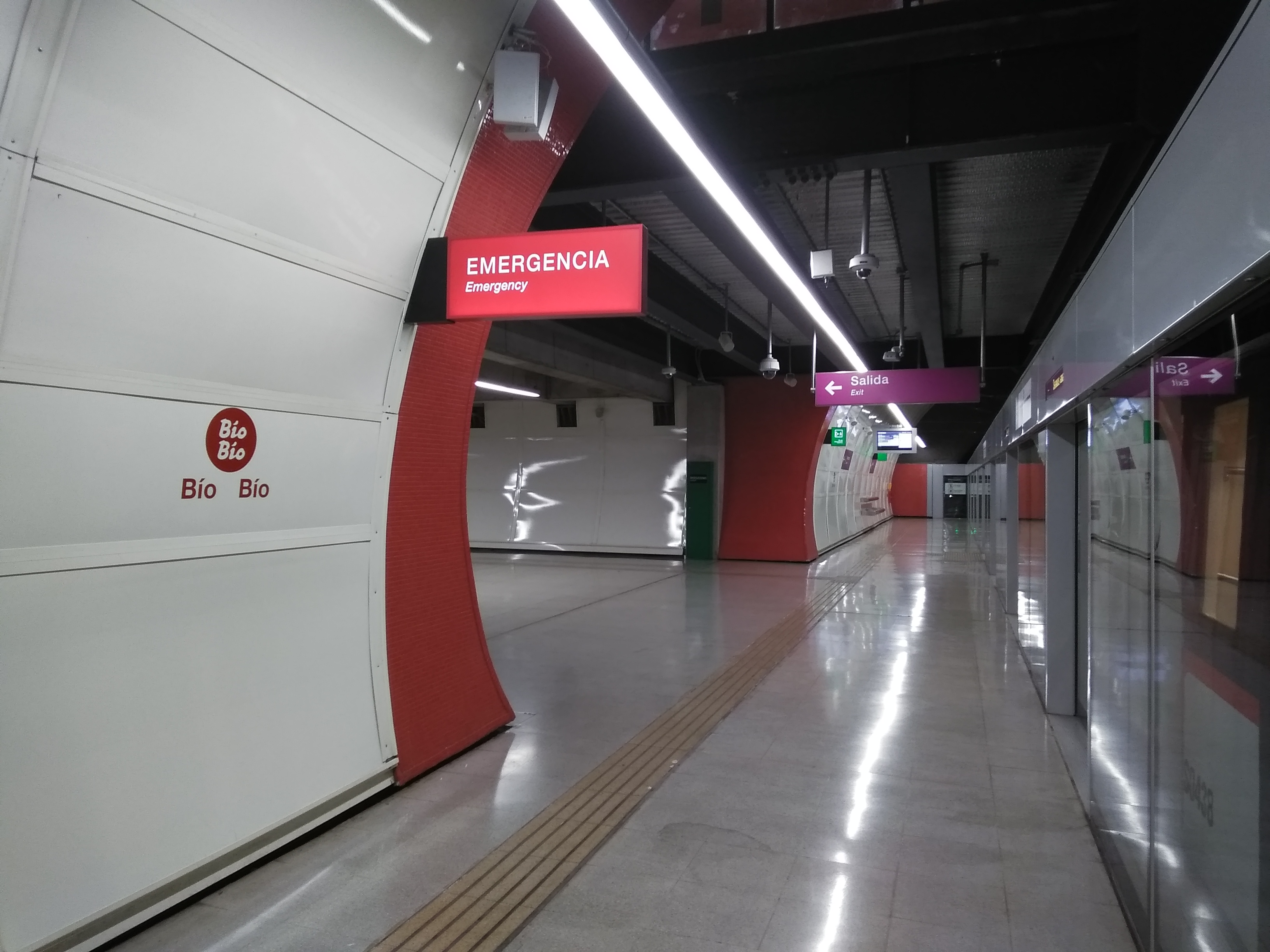
ビオビオ駅
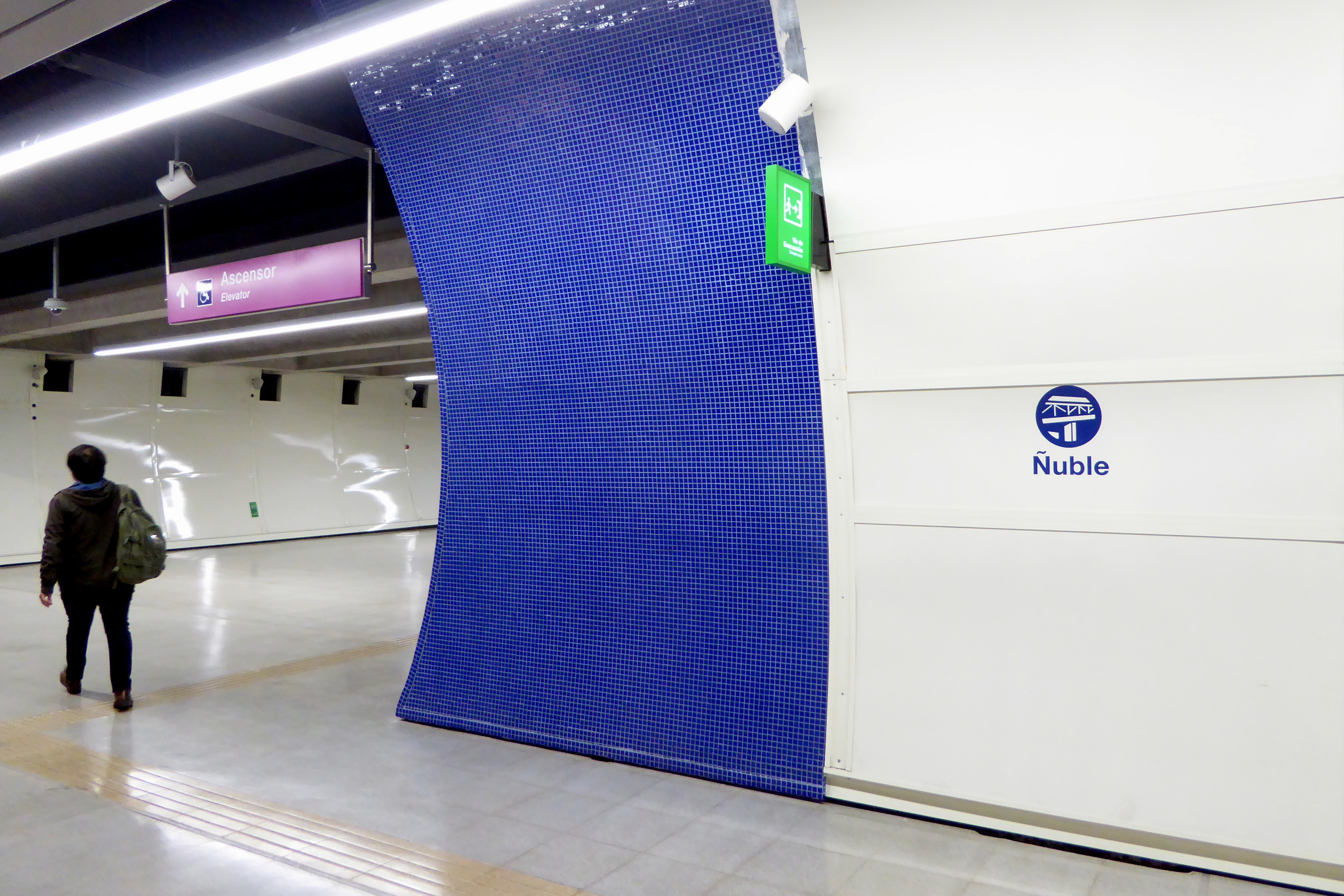
ニュブレ駅
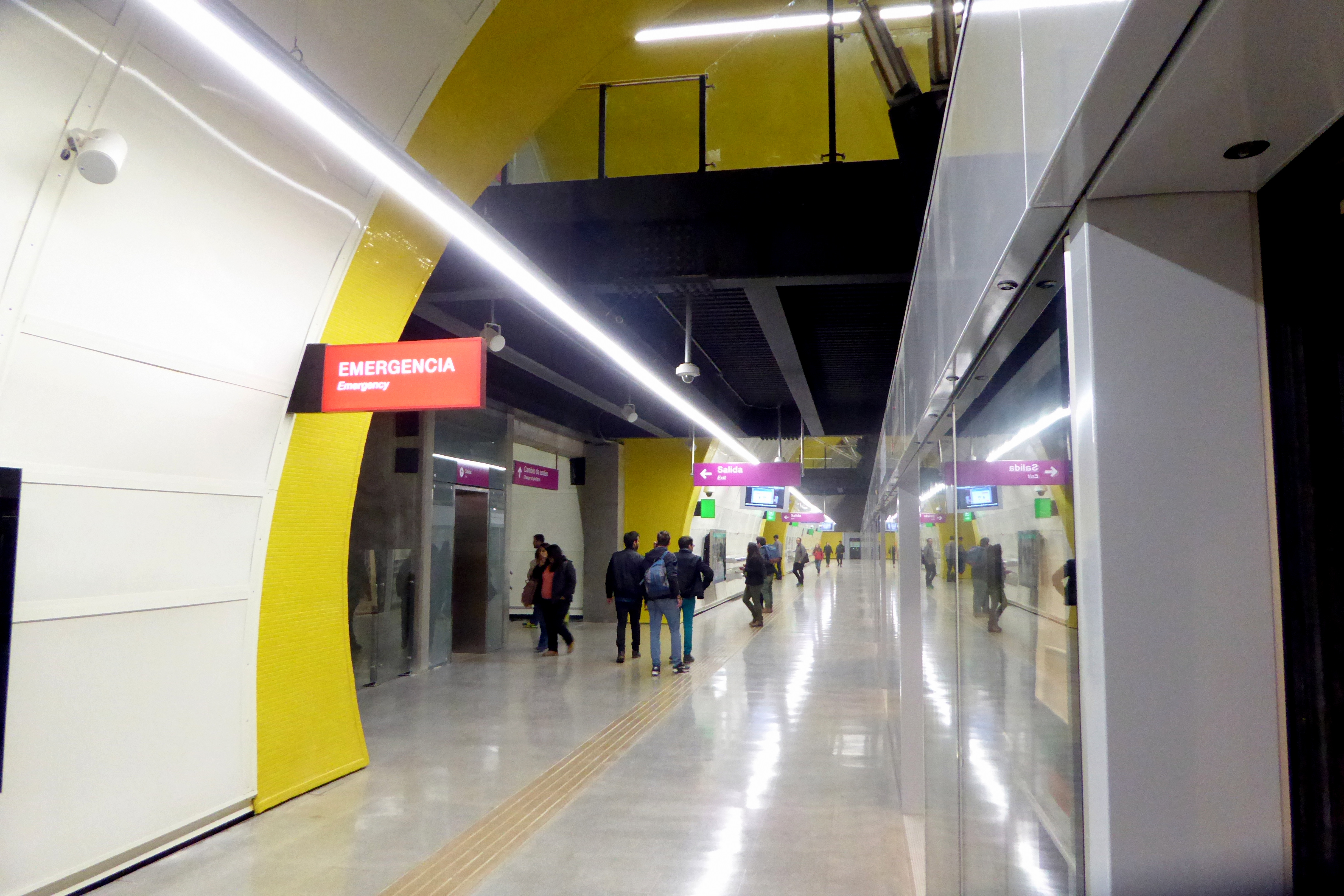
ニュニョア駅
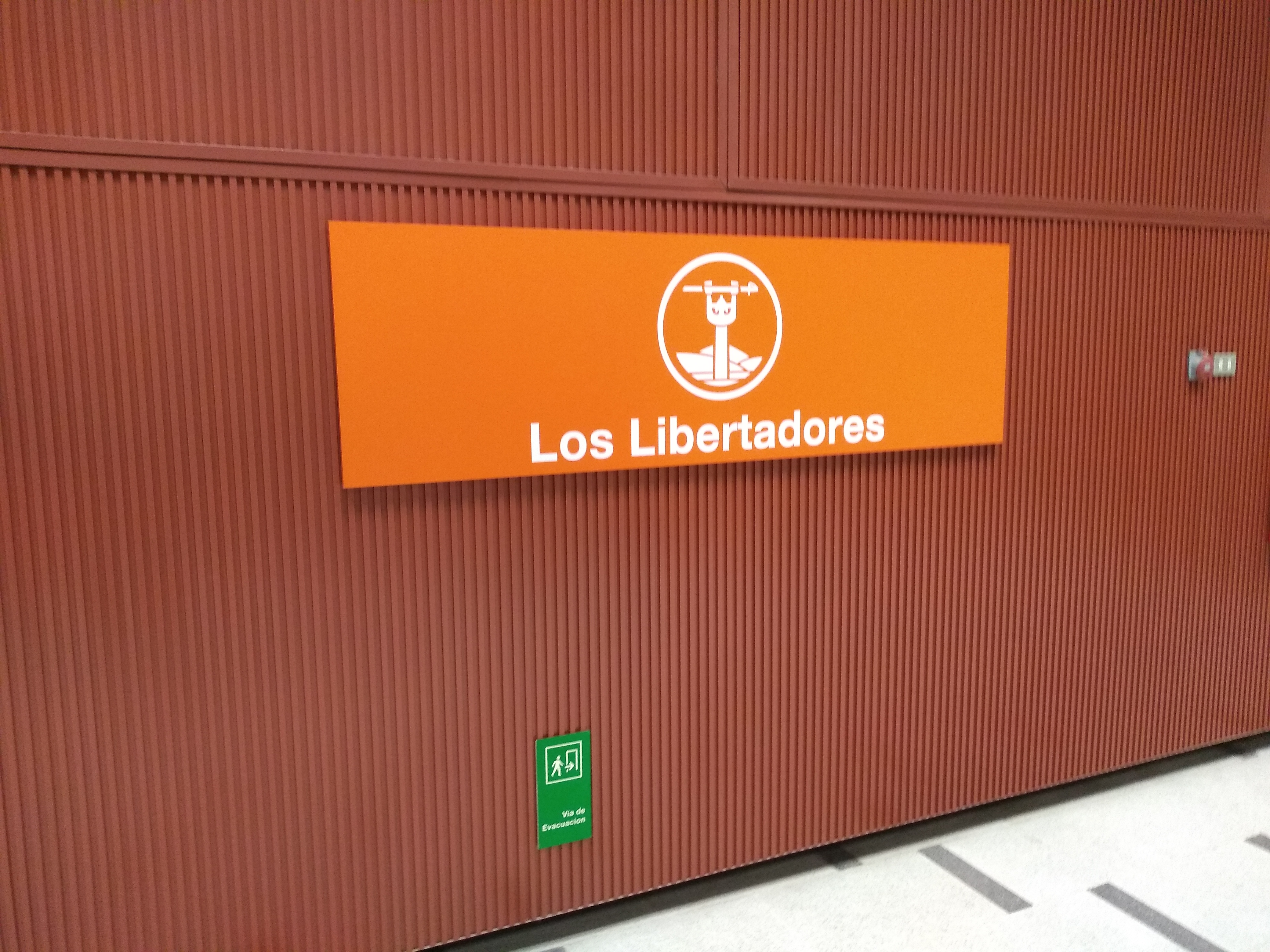
ロスリベルタドレス

## 駅構内の芸術作品

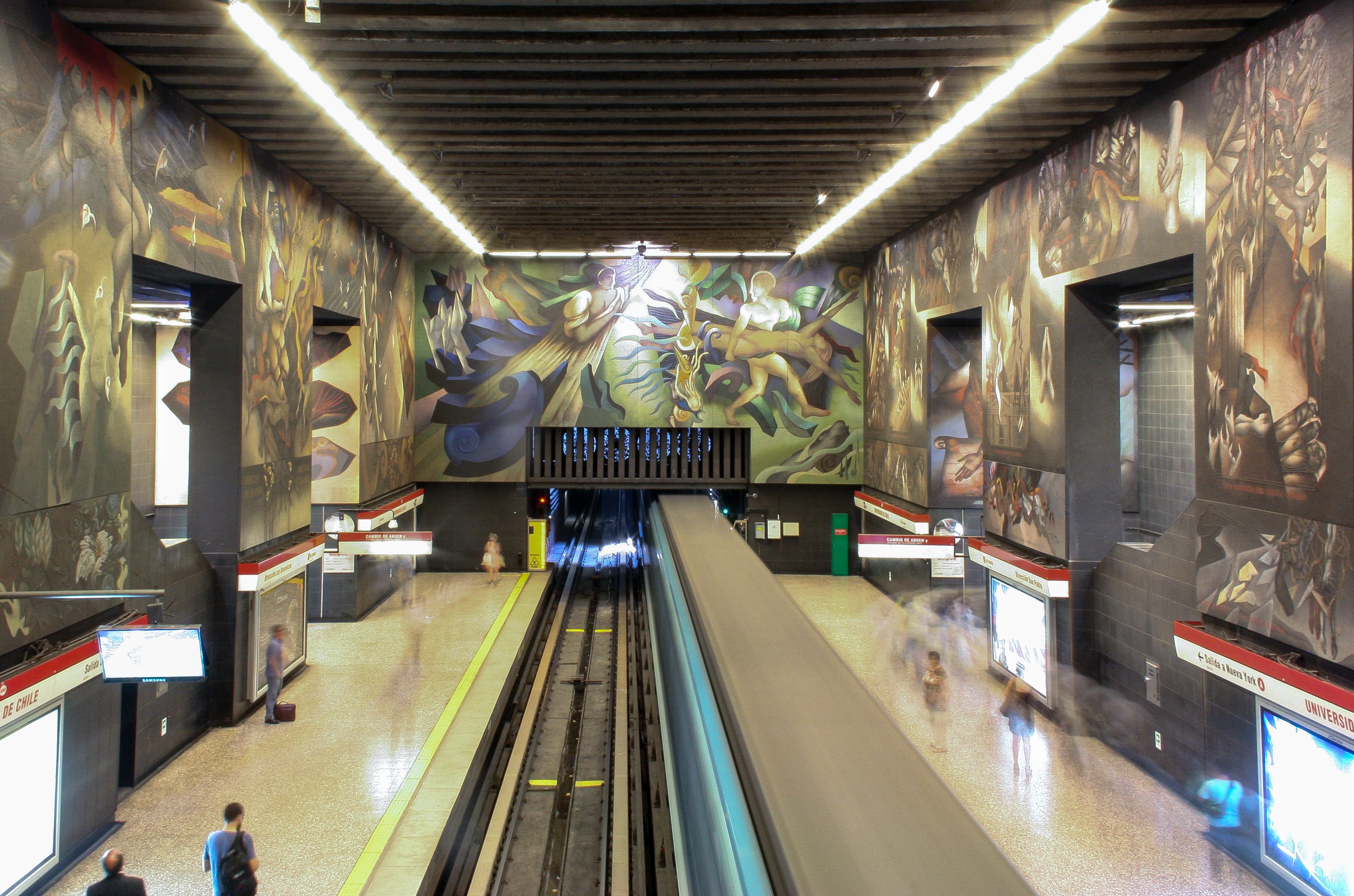
ウニベルシダ・デ・チレ駅の壁画

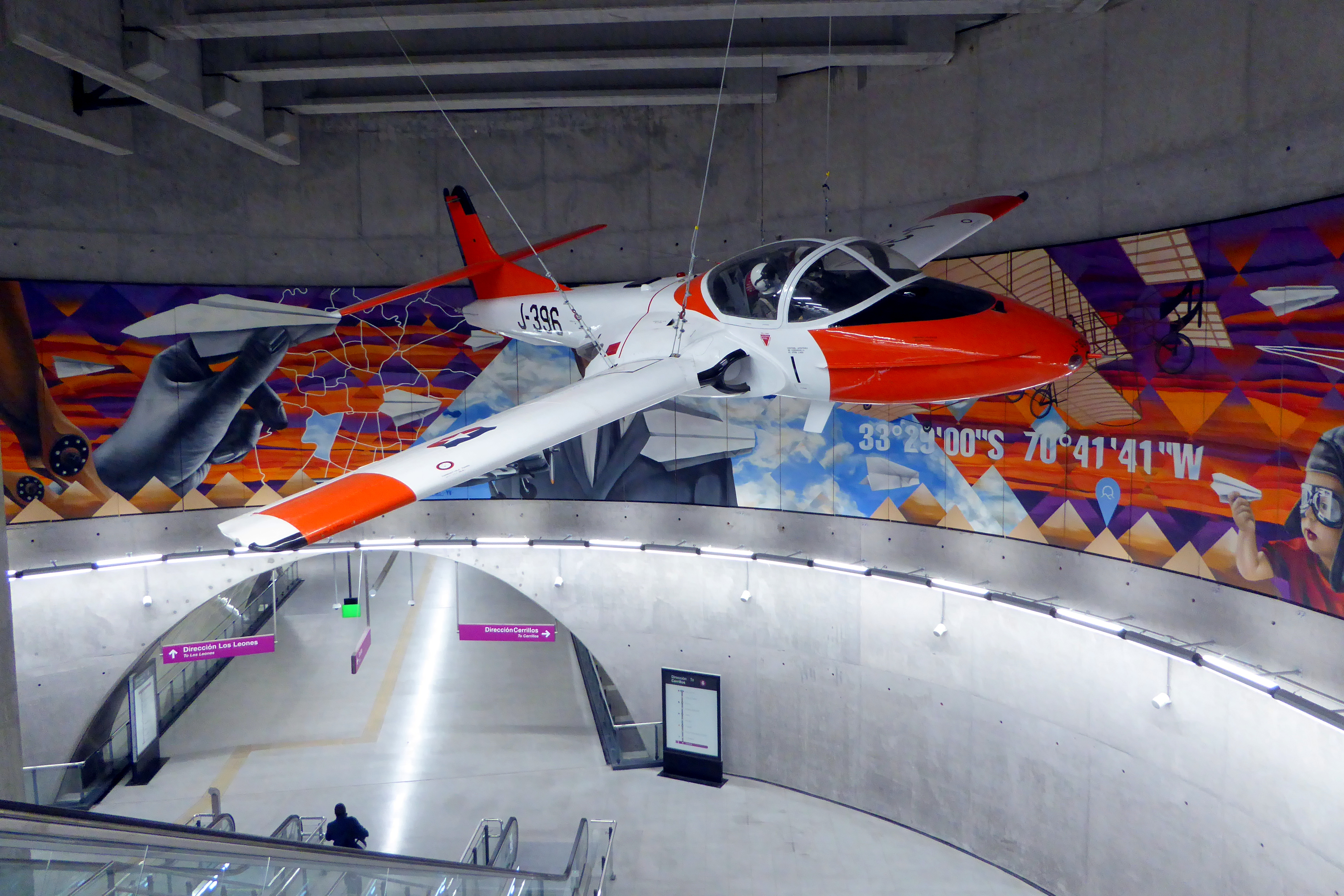
6号線セリージォス駅の飛行機

各駅にそれぞれ違う個性を放つ芸術作品が存在する。ウニベルシダ・デ・チリ駅にはマリオ・トラル (Mario Toral) により制作された国の歴史を表現する巨大な壁画がある。バケダーノ駅にはモダン・アートとコンサートスペース、ベジャス・アルテス駅にはマルチメディアアート、サンタ・ルシーア駅にはリスボンメトロから贈られたポルトガルのアズレージョ、ラ・モネーダ駅には典型的な地形を描いた写実絵画、その他多くの駅に様々なものがある。

## 車両
2017年現在、スペインのCAF、フランスのアルストム、メキシコのコンカリルの3社で製造した車両が運用されている。
コンカリルで製造された車両はNS 88、アルストムで製造された車両はNS 74・NS 93・AS 2002・NS 2004、CAFで製造された車両はNS 2007・NS 2012・AS 2014である。

## 運賃と運行時間
サンティアゴ地下鉄では、乗車券の発売時間は平日は6時から22時まで、土曜日は7時から22時、日曜日と祝日は8時から22時となっている。運賃は地下鉄を利用する時間帯による。オラリオ・プンタ（Horario Punta、ラッシュ時、7時 - 8時59分59秒および18時 - 19時59分59秒）は800ペソ、オラリオ・バレ（Horario Valle、オフピーク、6時30分 - 6時59分59秒および9時 - 17時59分59秒および20時 - 20時44分59秒、週末と休日の全日）は720ペソ、オラリオ・バホ（Horario Bajo、閑散時間、6時 - 6時29分59秒および20時45分 - 22時）は640ペソである。65歳以上の高齢者と学生は230ペソであるが、オラリオ・プンタには高齢者は通常額を支払うことになっている。（以上2019年12月現在）